# Albatros L 9
L'Albatros L 9 fu un aereo da ricognizione monoposto non armato, monomotore e biplano, sviluppato dall'azienda aeronautica tedesca Albatros Flugzeugwerke GmbH alla metà degli anni dieci del XX secolo e rimasto allo stadio di prototipo.

## Storia del progetto
All'inizio del primo decennio del ventesimo secolo iniziò ad affermarsi la convinzione che i nuovi mezzi aerei più pesanti dell'aria potessero essere efficacemente utilizzati in ambito militare in quanto potenzialmente tatticamente più flessibili degli aerostati. Nell'allora Impero tedesco l'Idflieg, l'organismo militare deputato alla gestione della Luftstreitkräfte, il servizio aereo dell'Esercito imperiale tedesco, invitò le aziende nazionali a presentare dei velivoli che fossero in grado di compiere missioni di ricognizione aerea e di osservazione al tiro d'artiglieria come supporto delle truppe di terra.
Per soddisfare tale esigenza l'Albatros avviò lo sviluppo di un progetto disegnato da Claude Dornier, modello caratterizzato da una serie di caratteristiche che ne facevano il precursore dei futuri D-Typ prodotti dall'azienda. Venne introdotta una fusoliera profilata che abbandonava la tecnica della struttura lignea ricoperta da tela che dava alla stessa un aspetto squadrato e un'insolita velatura biplana a notevole scalamento positivo, con piano alare a profilo spesso collocato in posizione avanzata al di sopra del motore e collegato con l'inferiore da una sola coppia di leggeri montanti "a V" e senza tiranti in cavetto d'acciaio tipici dell'epoca a complessivo rinforzo dell'intera velatura.
Il prototipo, indicato dall'azienda come L 9, venne equipaggiato con un motore Mercedes D.I, un 6 cilindri in linea raffreddato a liquido in grado di esprimere una potenza pari a 100 PS (73,5 kW). Collocato sul naso del velivolo e azionante un'elica bipala lignea a passo fisso, era caratterizzato da un'altrettanto insolita disposizione dell'accessoristica dell'impianto di raffreddamento, con il radiatore collocato sopra la testata.
Non si hanno notizie né del primo volo né se fosse mai stato valutato dall'Idflieg, tuttavia la sola citazione del modello con designazione aziendale indica presumibilmente che non venne mai avviato alla produzione in serie. Benché rimasto ai primi stadi di sviluppo, la particolare forma della fusoliera indica che fossero stati concretizzati gli studi sulla struttura monoscocca e/o semimonoscocca che caratterizzeranno tutta la seguente produzione.

### Annotazioni
1. ↑  L'unico Dorner progettista del periodo emerso da fonti non specificatamente legate a questo modello è Hermann Dorner, il quale non risulta tuttavia avesse mai collaborato con l'azienda né che avesse riproposto nei modelli sviluppati per Deutsche Flugzeugwerke (DFW) e Hannoversche Waggonfabrik (Hawa).
Al paragrafo Albatros Flugzeugwerke Gmbh del libro German and Austro-Hungarian Aircraft Manufacturers 1908-1918 Di Terry C. Treadwell (rif. 1) viene riportato come progettista Claude Dornier prima del suo incarico alla Luftschiffbau Zeppelin come capo progettista.

### Fonti
1. 1 2 3  Gray e Thetford 1962.
2. 1 2  Treadwell 2010, p. 288.